# Lilium puerense
Lilium puerense är en liljeväxtart som beskrevs av Y.Y.Qian. Lilium puerense ingår i släktet liljor, och familjen liljeväxter. Inga underarter finns listade.

## Bildgalleri

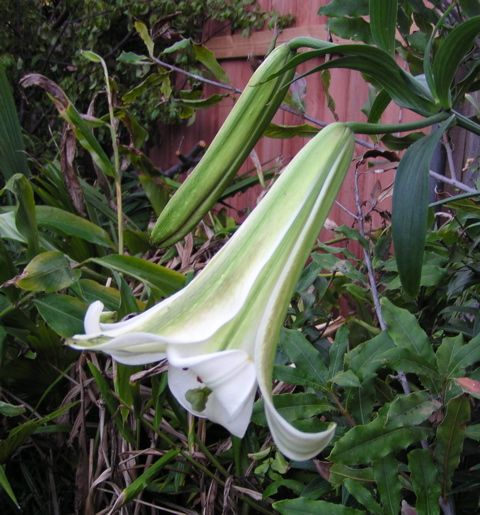